# Соня Ганди
Соня Ганди (на хинди: सोनिया गाँधी) е индийски политик от италиански произход, лидер на партия Индийски национален конгрес. Вдовица на бившия министър-председател на Индия Раджив Ганди. През 2006 списание Форбс класира Соня Ганди на 13 място сред влиятелните жени, а през 2007 на 6-о.

## Биография
Рожденото ѝ име е Антония Майно. Родена е в семейството на Антонио и Паола Майно в Орбасано (на 20 км от град Торино). Възпитана е в консервативен католически дух и посещава католическа семинария. Баща ѝ умира през 1983 година, а майка ѝ и двете ѝ сестри живеят в Орбасано.
По време на посещение на курс по английски език в Кеймбридж се среща за първи път със своя бъдещ съпруг – Раджив Ганди. Двамата сключват брак през 1968 година, след което Соня заминава за Индия, където Раджив Ганди работи като пилот на самолет. Името Соня ѝ дава нейната свекърва Индира Ганди.
През 1970 г. на Соня и Раджив им се ражда син Рахул, а през 1971 г. и дъщеря – Приянка.
След гибелта в авиокатастрофа на Санджая Ганди (по-младия син на Индира, когото тя вижда като свой приемник в политиката) през 1980 година, Раджив Ганди започва активно да се занимава с политика. През 1984 година, след убийството на свекърва ѝ и получаването на властта от страна на съпруга ѝ, Соня Ганди получава индийско гражданство.
След като тамилска терористка убива и Раджив Ганди на 21 май 1991 г. няколко членове на партията „ИНК“ я канят да започне политическа дейност. Тъй като е част от клана Ганди-Неру, очакват това да донесе повече гласове на изборите, но тя отказва. През 1998 г. тя все пак започва политическа кариера, точно преди изборите. Благодарение на своята добре позната фамилия тя успява да съживи партията почти сама. Нейните опоненти непрекъснато я нападат с аргумента, че не е родена в Индия и слабо познава хинди.
Избират я за лидер на опозицията през 1999 година. Става основен кандидат за премиер-министър след сензационната победа на „Индийски национален конгрес“ на изборите, но се отказва поради развихрилата се кампания около „опасността“ държавата да се оглави от чужденец.